# Mallarinova–Bidlackova smlouva
Mallarinova–Bidlackova smlouva byla smlouva uzavřená 12. prosince 1846 mezi Republikou Nová Granada (dnešní Kolumbie a Panama) a Spojenými státy. Smlouvu podepsali chargé d’affaires Benjamin Alden Bidlack a ministr zahraničí Manuel María Mallarino.
Úplný název smlouvy zněl: Smlouva o míru, přátelství, obchodu a plavbě (Tratado de Paz, Amistad, Navegación y Comercio,  Treaty of Peace, Friendship, Commerce and Navigation) a měla upravovat vzájemnou spolupráci. Poskytla Spojeným státům právo tranzitu přes Panamskou šíji a také upravovala použití vojenské síly k potlačení konfliktů. V souladu se smlouvou USA mnohokrát na Panamské šíji intervenovaly, většinou proti rolnickým povstalcům nebo potlačovaly pokusy o nezávislost. Po začátku zlaté horečky v Kalifornii v roce 1848 USA po sedm lety stavěly Panamskou železnici spojující břehy Atlantiku a Pacifiku. V konečném důsledku smlouva zajistila Spojeným státům ekonomický a politický vliv v oblasti, která tehdy byla součástí Nové Granady. Když se však Spojeným státům v roce 1903 nepodařilo získat práva na stavbu kanálu přes Šíji, změnily svůj postoj a přivolily k odtržení Panamy.